# Памятник жертвам фашизма (Звягель)
Памятник «Жертвам фашизма» был установлен в 1995 по инициативе городских властей Звягеля (Житомирская область, Украина) около гарнизонного Дома Офицеров по ул. Леваневского, на высоком берегу реки Случь.
На этом месте в конце августа 1941 года в роще были расстреляны свыше 700 евреев — женщин и детей. Расстрел предположительно осуществлён подразделением полицейского полка «Юг».
Автор монумента — скульптор Й. С. Tабачник. Размеры: 240 x 200 x 200 (см.)
Пирамиду из розового гранита венчает вырубленная из массы камня голова матери, рядом с ней — её дети. Треугольник чёрного гранита на земле направлен вниз, где покоится прах жертв, а красный — направлен к небу, куда восходит душа. Вместе они образуют Звезду Давида, где высечено на иврите только одно слово: «ПОМНИМ»